# GigaScience
GigaScience 于2012年创刊，是一本同行评议的科学期刊。该刊发表生物医学和生命科学领域的大数据研究和大数据集，主编为Scott Edmunds。GigaScience 归华大基因（BGI）旗下的GigaScience出版社所有。该刊最初由BioMed Central（隶属于施普林格·自然）和华大基因（BGI）联合出版。自2016年起，GigaScience出版社转为与牛津大学出版社（Oxford University Press，简称OUP）合作，致力于推动数据共享、公开透明的同行评议和作者署名等方面的最佳实践。2018年，GigaScience荣获美國出版商協會颁发的综合类期刊出版创新奖—专业与学术杰出出版奖（PROSE奖）。

## GigaDB
为了有效存储期刊发表的大数据集，GigaScience与中国国家基因库（China National GeneBank，简称CNGB）合作创建了期刊自有数据库GigaDB。

## 文摘和索引
GigaScience被Index Medicus/MEDLINE/PubMed、科学引文索引（Science Citation Index，缩写：SCI）和Scopus收录。根据期刊引证报告（Journal Citation Reports，JCR），该刊2019年影响因子为5.999。

## 外部連結
- https://academic.oup.com/gigascience （页面存档备份，存于）
- Journal site （页面存档备份，存于） at BioMed Central
- GigaGalaxy （页面存档备份，存于）